# Проволочный мостик
Проволочный (Висячий, Трясучий) мостик — памятник архитектуры. Расположен в Пушкине, в Александровском парке, на северном отрезке Крестового канала.
У пролётного строения моста криволинейное очертание, оно подвешено к металлическим тросам с малой стрелой провисания. На береговых опорах моста, сделанных из гранита, установлены чугунные пилоны для крепления тросов. Мост узкий, на одного пешехода (длина 12,35 м, ширина 80 см), у него нет перил, настил сделан из досок лиственницы.
Мост был построен в 1820-х годах по рисункам В. П. Стасова, чугунные детали сделаны на Петербургском чугунолитейном заводе (по другим данным, автором моста является Адам Менелас, а авторству Стасова принадлежат рисунки чугунных устоев).
Согласно В. Курбатову, в богатстве композиции чугунных контрфорсов-волют сказывается школа Воронихина. Прекрасно придуманы повторяющиеся лавровые веточки в просвете двойного изгиба контрфорса, очень удачно заполнено пространство между контрфорсом и основанием односторонней широко развитой пальметки из сплошных и покрытых бороздками лент. Отлично разработан также прозрачный столбик, и, тем не менее, во всей композиции есть какая-то слишком формальная точность, делающая это произведение не вполне живым.
В 1949 году мост был восстановлен после войны, в 1962—1963 годах прошёл капитальный ремонт, в 1979 году была произведена замена настила и тросов. В 2002 году мост был признан аварийным, разобран, отреставрирован к 2007 году: тросы были заменены металлическими стержнями, что соответствовало историческим технологиям времён первоначальной постройки моста, были восстановленны утерянные элементы кронштейнов.